# Złoty prostokąt

Seria złotych prostokątów. Po odcięciu w każdym z nich kwadratu o boku równym krótszemu bokowi prostokąta pozostaje mniejszy złoty prostokąt. W serię wrysowane są dwie spirale, zielona zbudowana z ćwiartek okręgów, czerwona jest spiralą logarytmiczną. Obie są styczne do boków prostokątów w miejscach ich podziału.

Złoty prostokąt – prostokąt, którego boki pozostają w złotym stosunku. Charakteryzuje się
tym, że po dorysowaniu doń kwadratu o boku równym dłuższemu bokowi prostokąta otrzymuje się nowy, większy złoty prostokąt.
Wprost z definicji złotego prostokąta i własności złotej liczby φ wynika, że:
Jeśli na początku stosunek boków wynosi:
{\displaystyle {\frac {a}{b}}=\varphi ,}
to po dołączeniu kwadratu do dłuższego boku otrzymuje się prostokąt o bokach {\displaystyle a+b} i {\displaystyle a} spełniający warunek:
{\displaystyle {\frac {a+b}{a}}=\varphi .}
Odpowiednio w drugą stronę, odcinając od złotego prostokąta kwadrat o boku równym krótszemu bokowi prostokąta otrzymuje się prostokąt, którego boki nadal pozostają w złotym stosunku.
Powtarzając te czynności, otrzymuje się kolejne coraz większe lub coraz mniejsze złote prostokąty.